# Strawbs Live at NEARfest
Live at NEARfest is een live-muziekalbum van de Britse band Strawbs. Het is concert in een reeks reünieconcerten in 2004 van de succesvolle samenstelling uit het begin van de jaren zeventig van de 20e eeuw. Het opgenomen tijdens het NEARfest, een festival voor progressieve rock.

## Musici
- David Cousins – zang, gitaar
- Dave Lambert – zang, gitaar
- Chas Cronk - zang, basgitaar
- John Hawken – toetsen
- Rod Coombes – slagwerk

## Composities
1. Out in the Cold (Cousins)
2. Round and Round (Cousins)
3. Burning for Me (Cousins)
4. New World (Cousins, John Mealing)
5. Autumn
  1. Heroines theme (Hawken)
  2. Deep Summer's Sleep (Cousins)
  3. The Winter Log (Cousins)
6. Heartbreaker (Lambert)
7. The Barren Land (Cousins, Lambert)
8. The River (Cousins)
9. Down by the Sea (Cousins)
10. Hero and Heroine (Cousins)
11. Round and Round (reprise)(Cousins)
12. Here Today, Gone Tomorrow (Cousins)

## Datum
De homepage van de Strawbs heeft het anno 2008 over twee data: juni 2004 en juli 2004. Bij de omschrijving van het album wordt vermeld juni; bij de concertlijst juli 2004. Het album vermeldt 11 juli 2004.